# Karmelietenklooster (Brussel)

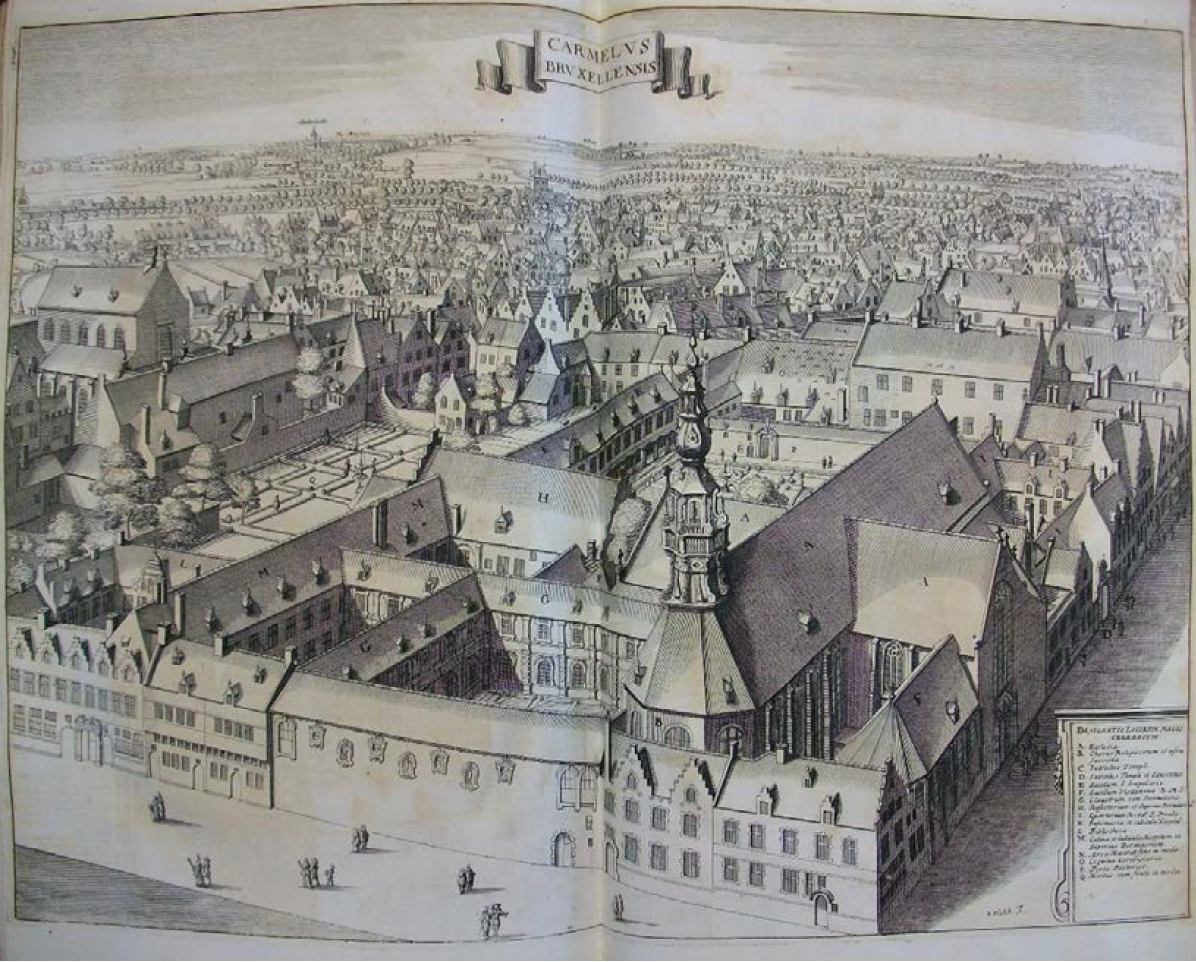
Het karmelietenklooster afgebeeld in Chorographia sacra Brabantiae (1727).

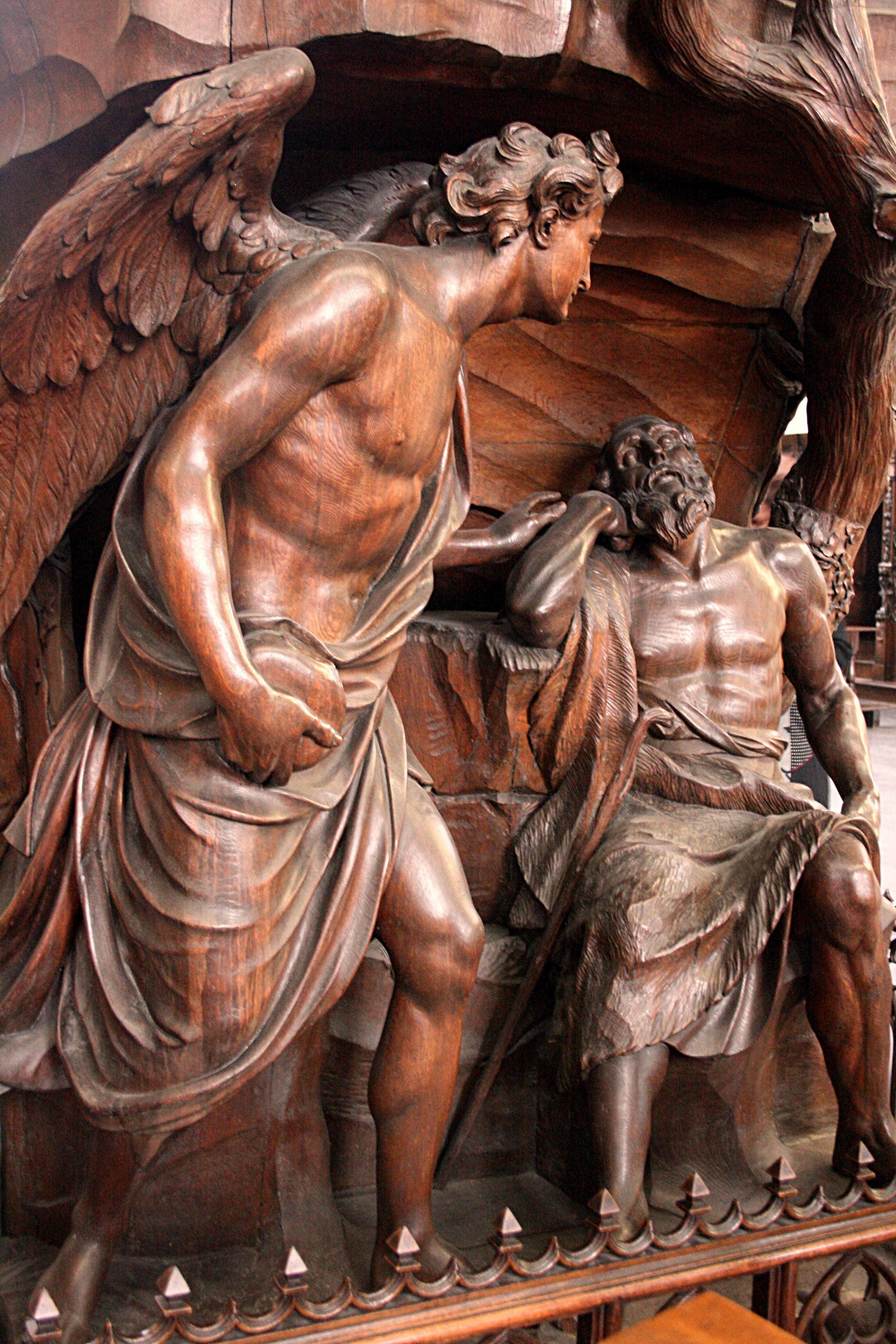
De naturalistische preekstoel uit de Kapellekerk (1721) is gemaakt voor de karmelieten van Brussel. De profeet Elia, op wie de orde haar stichting liet teruggaan, wordt in de woestijn gevoed door een engel.

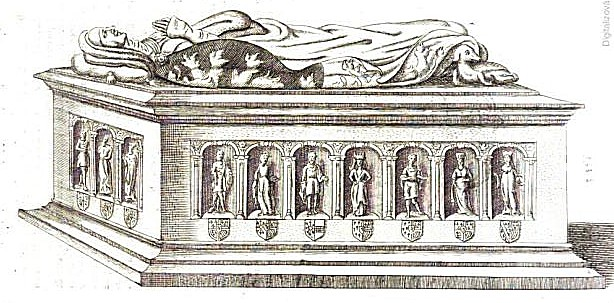
Het graf van Johanna van Brabant in 1641 (werk van bronsgieter Jacob van Gerines, beeldhouwer Jean de le Mer en schilder Rogier van der Weyden)

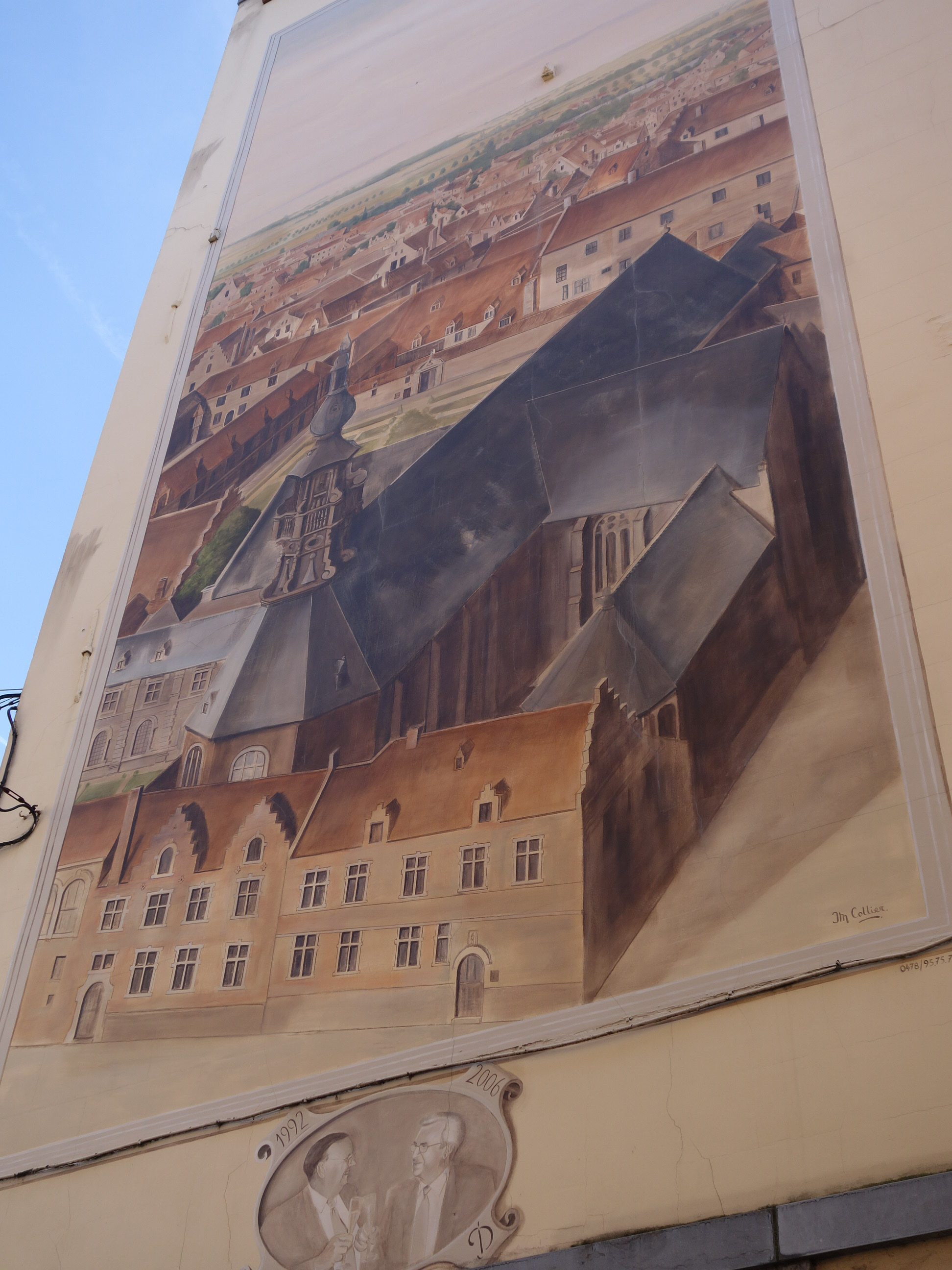
Herinnering aan het klooster op de voormalige locatie

Het Karmelietenklooster van Brussel (Latijn: monasterium beatissimae Virginis Mariae in Carmelo) bestond van 1249 tot 1796, nabij Manneken Pis. De Lievevrouwbroersstraat herinnert aan de meer volkse naam waaronder de karmelieten bekend stonden.

## Geschiedenis
Hun vestiging in de Zennestad was de eerste in het hertogdom Brabant en vond plaats in de tijd van overste Simon Stock. Hertog Hendrik III stelde hen een terrein ter beschikking in de Overmolenwijk, ten zuiden van het Sint-Gorikseiland. In 1268 verkregen de paters toestemming van het Sint-Goedelekapittel om een kapel op te richten, in 1285 gepromoveerd tot kerk. Ze werd vergroot en in 1441 van een toren voorzien.
Hertogin Johanna had de karmeliet Jan de Hertoghe als biechtvader en liet zich in de kloosterkerk begraven (1406). Enige tijd later kwamen de Brusselse karmelieten in een kwaad daglicht te staan. Hun prior Willem van Hildernisse werd veroordeeld als mede-aanstichter van de Homines intelligentiae, in de ogen van de kerk een ketterse en obscene sekte (1411). In 1450 namen ze Jan Bolle in bescherming, een priester-oplichter die zich aan het hof had uitgegeven voor de Catalaanse edelman Louis de Torreant. Na zijn tweede ontsnapping uit de gevangenis zocht hij zijn toevlucht bij de karmelieten, die hem met hand en tand in bescherming namen tegen de amman (1450).
De karmelieten overleefden deze episodes en konden het vertrouwen van het hof herwinnen. Filips de Schone hield op 13 mei 1500 (en 22 januari 1501?) een kapittel van de Orde van het Gulden Vlies in hun klooster. Hij creëerde er zeven nieuwe ridders, waaronder de pasgeboren hertog van Luxemburg, later bekend als keizer Karel V.
Onder de Brusselse republiek was het Karmelietenklooster, gebruikt als calvinistische tempel, een van de weinige die min of meer gespaard bleef. De karmelietenbroeders zochten veilige oorden op. Zo vertrok Petrus de Licht naar Florence, waar hij een geschiedenis van zijn orde publiceerde (1598). Zijn necrologium van de Brusselse broeders (1383-1602) bleef een manuscript.
De aartshertogen Albrecht en Isabella lieten in 1610 ongeschoeide karmelieten overkomen uit Italië om spirituele leiding te geven aan de grotere en minder strenge gemeenschap in het centrum, die vanaf dan als grote of geschoeide karmelieten door het leven gingen.
In 1640 werd bij de lievevrouwbroers de Confrerie van de heilige Dorothea gesticht, de eerste van een reeks tuinbouwkundige genootschappen in de Zuidelijke Nederlanden. Advocaat-fiscaal Jan Baptist Maes, de eerste provoost, schonk een prachtig hoogaltaar. Elk jaar werd het op 6 februari, de feestdag van Dorothea, versierd met bloemen. Dit winters mirakel maakte zoveel indruk dat het bloemenfestival model stond voor gelijkaardige initiatieven in andere steden.
De Franse bommenregen van 1695 op de laagstad legde het Karmelietenklooster in puin. Het werd begin 18e eeuw heropgebouwd. In de Franse tijd werd hun orde op 25 oktober 1796 opgeheven. De sluiting volgde op 9 november en de gebouwen werden het volgende jaar gesloopt. Door het domein werd een weg getrokken waaraan men de misprijzende naam "rue des Moineaux" gaf (Mussenstraat, woordspel op moine = monnik). Enkel de Lievevrouwbroersstraat (rue des Grands Carmes) herinnert nog aan hun eeuwenlange aanwezigheid.

## Gebouwen
Het vierkante klooster naast de kerk had een pandgang met fraaie, gebrandschilderde ramen. De bibliotheek van de karmelieten ging door voor een van de grootste van het land. Bij wijze van tegengewicht sloeg de jaquemart van de karmelieten het uur met zijn fallus.

## Historische gebeurtenissen
- 1336: kapittel-generaal van de Karmelietenorde onder Pierre de Casa, de latere patriarch van Jeruzalem
- 1462: kapittel-generaal van de Karmelietenorde onder Johannes Soreth
- 1500: kapittel van de Orde van het Gulden Vlies

## Begraven
Verschillende personaliteiten waren in de kloosterkerk begraven:
- Gerard I van Horne en zijn vrouw Johanna (praalgraf eerst in het koor en vanaf 1406 in het kapittel)
- Hertogin Johanna van Brabant: grafmonument met standbeeld en twintig pleurants, door Jacoppe van Gerines, Janne de le Mer en Rogier van der Weyen (afgewerkt in 1458 en verwoest in 1695)
- Drie heren van Edingen-Kestergat: Engelbert (Azincourt, 1415), Jan en Lodewijk (in de kapel van de Scapulier van Onze Lieve Vrouw van de berg Karmel)
- Walter van der Noot en zijn nakomelingen
- Leonard Matthias van de Noot (door Laurent Delvaux)

## Schilderijen
De kerk bezat werk van enkele grote schilders:
- een veelluik van Rogier van der Weyden uit 1446 (in de eetzaal)
- Kruisiging van Petrus, Gaspar de Crayer
- Sint-Anna onderricht de Maagd, Rubens
- Maria schenkt de scapulier aan Simon Stock, Jan van Orley, ca. 1705 (nu in de Sint-Katelijnekerk)

## Voetnoten
1. ↑  Een Latijnse inscriptie boven de toegangspoort vermeldde dit.
2. ↑  Eelco Nagelsmit, Winter blooms in Brussels. Performing the miraculous at St Dorothea’s ﬂower festival, c. 1640–60, in: Simiolus, vol. 38, 2016, p. 159-172. Gearchiveerd op 17 februari 2022.
3. ↑  Althans volgens een niet al te serieuze bron, het commentaar bij een verzameleditie van Rabelais: François Rabelais, Oeuvres de Rabelais, ed. François Henri Stanislas de L'Aulnaye, vol. III, 1823, p. 91